# Бункерний дід

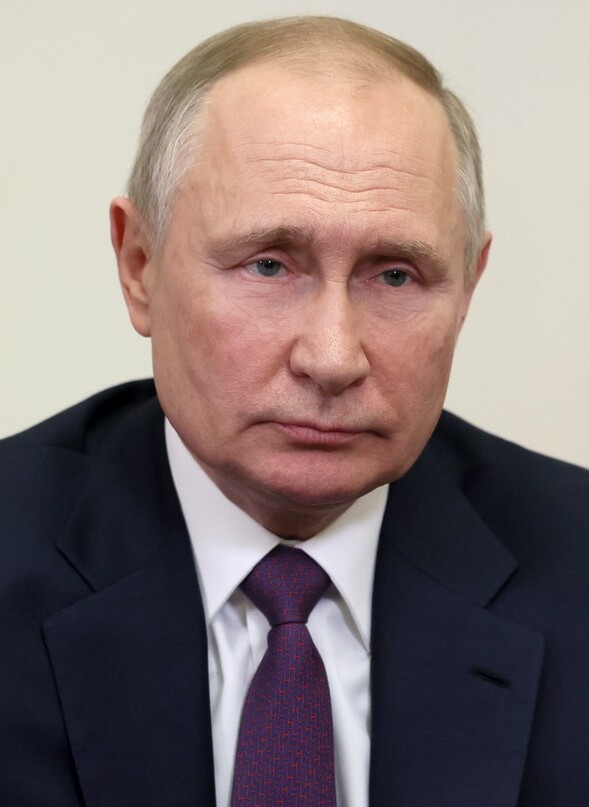
Президент Росії Володимир Путін у грудні 2022 року

Бункерний дід (або просто бункерний) — прізвисько президента Росії Володимира Путіна, що стало інтернет-мемом.

## Історія
Володимир Путін отримав прізвисько «бункерний дід» завдяки інтернет-мему «Діду, пий таблетки, а то отримаєш по дупі», що з'явилося як гасло на мітингах на підтримку опозиційного політика Олексія Навального після його арешту в січні 2021 року. Незабаром з'явилося розслідування команди Навального про палац Путіна під Геленджиком — під цим палацом, як повідомляється, розташований гігантський бункер. Розслідування виникло на тлі розмов про сувору самоізоляцію Путіна в ході пандемії COVID-19.
Таким чином, «дід», який ховався від небезпечної хвороби, став ще й «бункерним». Після вторгнення Росії в Україну в 2022 році стали ходити чутки про «бункери Путіна», що знаходяться на Уралі або Алтаї, де президент Росії нібито керує російськими військами, що перебувають в Україні, що зробило прізвисько «бункерний дід» ще популярнішим.

## Оцінки та використання
Прізвисько «бункерний дід» використовується різними українськими оглядачами, російськими публіцистами, українськими та російськими коміками та іншими людьми. Під цим прізвиськом мається на увазі якась некомпетентність та ірраціональність.
Олексій Навальний неодноразово вживав прізвисько «бункерний дід» стосовно Володимира Путіна. Наприклад, 22 червня 2020 року він використав по відношенню до Путіна це прізвисько у своєму блозі, де повідомив, що держава витратила на парад майже 1 млрд рублів, не рахуючи витрат з військового бюджету: «Та купіть ліків пенсіонерам за ці гроші. <…> Ось вже в останню чергу їхні думки зайняті парадом. Але бункерний дід хоче парад, йому треба покрасуватись на трибуні». У жовтні 2020 року політик вжив прізвисько «бункерний дідусь», опублікувавши на своїй сторінці в Instagram скриншот зі списком відео, що найбільше переглядають на його YouTube-каналі. У лютому 2021 року Навальний під час свого затримання використав у Хімкінському міському суді такі прізвиська, які описують Путіна, як «жаба, що сидить на трубі», «злодійний бункерний дід» і «бункерний дід».
Як зазначає видання Meduza, Путіна називають «дідом» не «через його фізіологічний вік чи стан здоров'я», як свого часу першого президента РФ Бориса Єльцина, «і не лише з бажання образити». Мем «Дід, пий пігулки» по суті означає те саме, що і мем «Ок, бумер»: цінності та уявлення, менталітет людини сформувалися пів століття тому в зовсім іншому світі, і вони не підходять сучасному порядку, вони застаріли.
Російський журналист, історик Сергій Медведєв зазначає, що «мем про незграбного бункерного діда» народжується через «конфлікт дідів та онуків», як заявила російський політолог і публіцист Катерина Шульман, і саме в цьому полягає справжня відмінність цінності та стилю: навіть не між телевізором та Facebook, а між телевізором та TikTok.
Редактор московського бюро «Вашингтон пост» Робін Діксон пише, що «Навальний, майстер крилатих фраз, називає Путіна „дідусем у бункері“, зображуючи його лицемірним та корумпованим».
Наприкінці січня 2023 року з'явилася інформація, що російський пошуковик «Яндекс» за запитом «бункерний дід» блокує результати пошуку із зображенням Путіна.